# Бхоумик, Шубхаш
Шубхаш Бхоумик (бенг. সুভাষ ভৌমিক; 2 октября 1950, Малда, Западная Бенгалия — 22 января 2022, Калькутта) — индийский футболист и тренер. За свою игровую карьеру он представлял два клуба из Калькутты: «Ист Бенгал» и «Мохун Баган». Он также представлял сборную Индии на различных международных турнирах в период с 1970 по 1985 год. В Западной Бенгалии он был известен по прозвищу Бомбол.

## Карьера игрока

### Клубная карьера
Бхоумик присоединился к «Ист Бенгал» в 1969 году и, проведя там сезон, в 1970 году перешёл в «Мохун Баган». В конце сезона 1973 года он вернулся в «Ист Бенгал» и представлял клуб до 1976 года, после чего вернулся в «Мохун Баган».
Он был одним из ключевых игроков клуба «Ист Бенгал», который разгромил «Мохун Баган» со счётом 5:0 в финале ИФА Шилд 1975 года. После сезона 1977/78 он вернулся в «Ист Бенгал» и ушёл со спорта в 1979 году. На протяжении своей карьеры он был известен как мощный нападающий с хорошими бомбардирскими способностями. Его карьера пришлась на период, когда популярность футбола в Калькутте была на пике.

### Международная карьера
Бхоумик представлял Индию на различных турнирах. Он был в составе индийской команды, завоевавшей бронзовую медаль на Азиатских играх 1970 года. Он также представлял Индию на турнире Мердека и Кубке Песта Сукан.

## Тренерская карьера
Шубхаш Бхоумик добился больших успехов в качестве тренера клуба «Ист Бенгал». Он возглавил клуб в первый раз в сезоне 1999/2000. Во время его второго периода в качестве тренера клуб выиграл множество трофеев, в том числе два чемпионства подряд в сезонах 2002/03 и 2003/04, а также Футбольную лигу Калькутты, Кубок Дюрана и ИФА Шилд. Под его руководством «Ист Бенгал» также выиграл клубный чемпионат АСЕАН 2003 года. Бхоумик ушёл с поста тренера «Ист Бенгал» в 2005 году после того, как был замешан в коррупционном скандале.
В сезоне 2006 года он руководил клубом «Мохаммедан», но не добился там такого успеха, как во время работы в «Ист Бенгал». В 2007 году из-за угрозы понижения в классе «Салгаокар» назначил Шубхаша Бхоумика своим техническим директором. Он оставался техническим директором команды и в сезоне 2008 года. Ближе к концу I-лиги 2008/09 из-за угрозы понижения в классе своим тренером Бхоумика назначил клуб «Ист Бенгал». Он остался тренером на сезон 2009/10, особенно неудачный для клуба. «Ист Бенгал» проиграл все свои матчи, в том числе против более слабых клубов, как в ИФА Шилд, так и в Кубке Дюрана. Болельщики и официальные лица клуба прямо возложили вину на Бхоумика, поскольку он был, по сути, единственным человеком, ответственным за формирование команды и предсезонную подготовку в сезоне 2009/10. Несмотря на значительную автономию, предоставленную Бхоумику руководством «Ист Бенгала», а также улучшенную инфраструктуру, его команда не продемонстрировала должный результат.
В сезоне 2012/13 он тренировал команду «Черчилль Бразерс», будучи формально техническим директором (поскольку у него не было лицензии A, поэтому он не мог официально быть тренером клуба I-лиги). Он привёл клуб к первому месту в турнирной таблице I-лиги.

## Обвинения в коррупции
2 декабря 2005 года недалеко от теннисного клуба в Калькутте Бхоумик был пойман с поличным и арестован полицией по делу о взяточничестве. Бхоумик был руководителем Центрального акцизного управления и обвинялся в получении взятки в размере 1,5 миллиона рупий от бизнесмена. По данным Центрального бюро расследований (ЦБР), он потребовал деньги у бизнесмена из Бехала за решение его вопроса. В июне 2018 года суд признал Бхоумика виновным и приговорил его к трём годам лишения свободы. Его карьера также была омрачена этим коррупционным скандалом.

## Смерть
Бхоумик умер в Экбалпуре 22 января 2022 года в возрасте 71 года. В последние годы жизни он страдал от диабета и болезней почек.